# Sulgrave
Sulgrave es un pueblo y una parroquia civil del distrito de South Northamptonshire, en el condado de Northamptonshire (Inglaterra).

## Demografía
Según el censo de 2001, Sulgrave tenía 410 habitantes (201 varones y 209 mujeres). 80 de ellos (19,51%) eran menores de 16 años, 288 (70,24%) tenían entre 16 y 74, y 42 (10,24%) eran mayores de 74. La media de edad era de 42,18 años. De los 330 habitantes de 16 o más años, 69 (20,91%) estaban solteros, 224 (67,88%) casados, y 37 (11,21%) divorciados o viudos. 205 habitantes eran económicamente activos, 198 de ellos (96,59%) empleados y otros 7 (3,41%) desempleados. Había 5 hogares sin ocupar, 168 con residentes y 4 eran alojamientos vacacionales o segundas residencias.
| 414                         | 437 | 578 | 576 | 560 | 604 | - | - | 459 | 426 | 395 | 364 | 381 | 319 | - | 329 | 335 |
| (Fuente: Vision of Britain) |     |     |     |     |     |   |   |     |     |     |     |     |     |   |     |     |